# 阿爾塔克夏王朝
阿爾塔克夏王朝，或稱阿爾達克夏王朝（Artaxiad dynasty，Artashesian Dynasty 亞美尼亞語：）從公元前189年起統治亞美尼亞王國，直到公元12年為受到羅馬帝國推翻。王朝領土包括大亞美尼亞、索芬尼，并間斷擁有小亞美尼亞和美索不達米亞的部分地區。他們的主要敵對者是羅馬帝國、塞琉古帝國、和安息帝國。王朝曾與這些強敵進行過多次戰爭。

## 歷史背景

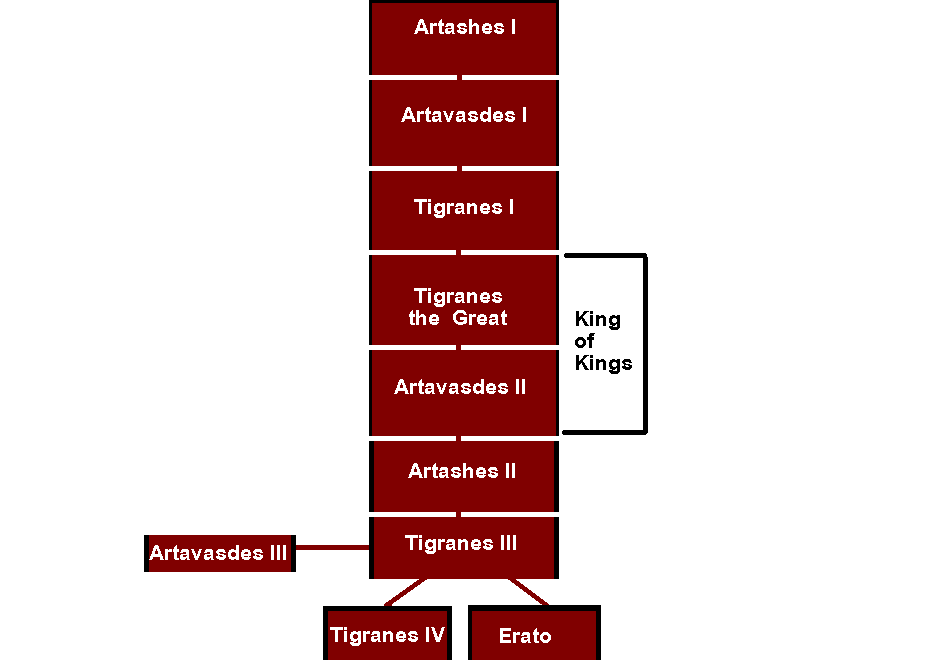
王朝君王譜系

根據古希臘地理學家斯特拉波的說法，阿爾塔什斯一世和扎里亞德雷斯兩位是塞琉古帝國的總督，分別統治大亞美尼亞和索芬尼兩個領地。公元前190年塞琉古帝國在馬格尼西亞戰役中敗於羅馬帝國後，亞美尼亞貴族中的阿爾塔什斯家族發動政變，推翻統治的奧龍特王朝家族，宣布獨立，阿爾塔什斯一世於公元前188年成為阿爾塔克夏王朝的首位國王。
學者們認為，根據阿爾塔什斯和扎里亞德雷斯的伊朗-亞美尼亞（而非希臘）式的名字所顯示，兩人均非外國將領，而是與先前奧龍特王朝有關的當地人物。根據尼娜·加索安在《伊朗百科全書》的說法，阿爾塔克夏是伊朗奧龍特王朝的一個分支，而奧龍特家族至少在公元前5世紀起即統治亞美尼亞地區。

## 阿爾塔什斯一世整合王朝領土
阿爾塔什斯一世被視為亞美尼亞歷史上最重要的國王之一。他自稱為奧龍特王朝的合法後裔，但是否屬實，尚無法證明。在他統治初期，亞美尼亞高原的部分操亞美尼亞語的人仍受鄰國統治。阿爾塔什斯一世的優先目標是把這些土地納入治下。斯特拉波對於阿爾塔什斯一世在西、東、北、和南邊的征服，把操亞美尼亞語人口納入其領土，描述如下。
斯特拉波《地理》第11卷，第14章：
“根據報導，亞美尼亞雖然是個小國，但領土被扎里亞德雷斯和阿爾塔什斯一世兩位擴展，他們兩人以前曾是安條克三世麾下的將領，後來安條克三世被擊敗，他們就自立為王（前者統治索芬尼、阿西西內（Acisene）、奧多曼提斯（Odomantis）和其他一些小國，後者統治阿爾塔沙特以及周圍土地），並通過奪取自己周圍國家的部分地區而共同擴大王國的領土。我的意思是奪取米底王國的卡斯皮恩、菲奧尼蒂斯（Phaunitis）、以及巴索羅佩達（Basoropeda）；以及沿著本廷山脈、Chorsene、及Gogarene的國家，Gogarene位於遠方的庫拉河邊，屬於高加索伊比利亞王國；還有查理比亞和莫希諾奇的Carenitis和Xerxene兩地，兩地接壤小亞美尼亞，或是小亞美尼亞的一部分；加泰隆尼亞的阿系理辛（Acilisene）及環繞前托魯斯山脈的國家；敘利亞的塔洛尼提（Taronitis）；這些地方的人都說相同的語言。”
根據斯特拉波和希臘作家普魯塔克的說法，迦太基將軍漢尼拔受到阿爾塔克夏宮廷中羅馬人的庇護，阿爾塔什斯一世則借助漢尼拔的幫助，建立亞美尼亞新都阿爾塔沙特，居住在奧龍特王朝時期首都奧倫蒂德（Eronvandat）的人口被遷移到阿爾塔沙特。在現今亞美尼亞境內發現有超過十多個刻有亞拉姆語文字，屬於阿爾塔什斯一世統治時期的界碑；在界碑被發現之前，古亞美尼亞歷史學者科林的穆夫希斯已證實它們的存在。阿爾塔什斯一世在碑文中自稱為奧龍特王朝的後裔-“奧龍特·扎里亞德斯（Orontid Zariadres）之子，阿爾塔克夏王朝國王”。

## 希臘化影響
大亞美尼亞受亞歷山大大帝征服，但影響只及表面，而該地區在公元前第三世紀開始即受奧龍特王朝的希臘化影響，這一進程在阿爾塔克夏王朝時期達到頂峰，特別是在提格蘭二世在位時。在此期間，亞美尼亞統治者吸收許多希臘元素。那個時期的亞美尼亞錢幣（最早出現在奧龍特王朝統治時期）也證明這一點。他們沿用希臘模式，錢幣上刻鑄有希臘語文字。一些錢幣把亞美尼亞國王描述為“Philhellenes”（“希臘文化愛好者”）。從倖存的羊皮紙和岩石銘文也提供他們深受希臘化影響的證據。提格蘭二世的妻子本都的克麗奧佩托拉邀請修辭學者安斐克拉提斯和歷史學家史派奇斯的梅措杜拉斯等進入亞美尼亞宮廷。根據普魯塔克的說法，當羅馬將軍盧庫魯斯佔領亞美尼亞王國首都蒂格拉諾塞塔時，發現一組希臘演員團隊，他們是來此為提格蘭二世做表演的。提格蘭二世的繼任者阿爾塔瓦茲德二世甚至親自創作一齣希臘悲劇。雖然如此，亞美尼亞文化中仍然保留著強烈的伊朗元素，尤其是在宗教方面。

## 宗教
如詹姆斯·羅素教授所述：“阿爾塔克夏王朝君主很自然地宣稱自己為“希臘文化愛好者”，但不能認為他們和自己長久過往的宗教信仰：堅定的祆教信仰脫離。”大衛·馬歇爾·朗教授補充說，希臘的宗教信仰和古典神祇的萬神殿無疑在阿爾塔克夏王朝後期的上層階級中很流行。

## 亞美尼亞帝國

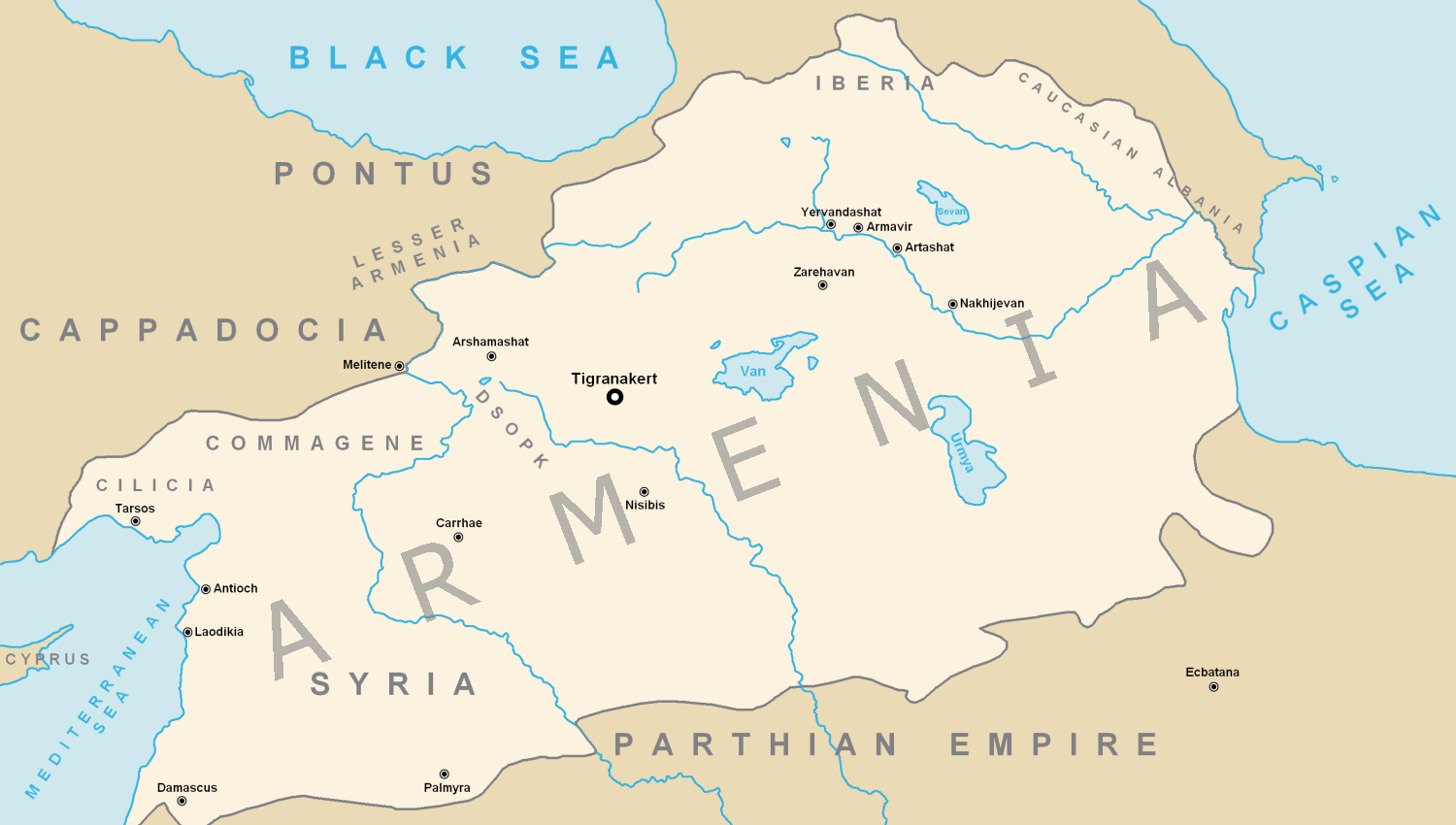
提格蘭二世大帝統治時的疆域圖。

亞美尼亞王國在提格蘭二世大帝統治時期（公元前95-55年）為其鼎盛的時代，並短暫成為羅馬帝國以東最強大的國家。阿爾塔什斯一世和他的追隨者已建立好基礎，讓後繼者提格蘭二世建立一個帝國。雖說如此，亞美尼亞國內內多山，其實是由那哈拉人在中央政府之下實施自治。提格蘭二世將他們納入治下是為維持王國內部的安全。當時亞美尼亞王國的疆界東從裏海延伸到西部的地中海。亞美尼亞帝國變得如此龐大，以至於羅馬帝國和安息帝國不得不聯合而將其擊敗。提格蘭二世在領土內更中央的地方建立一個新都，將其命名為蒂格拉諾塞塔。
提格蘭二世從安息帝國手中奪取大片領土，並迫安息帝國其簽署友好條約。高加索伊比利亞王國、高加索阿爾巴尼亞王國、和阿特羅帕特尼王國的部分領土也受到佔領，殘餘的王國則成為附庸國。塞琉古帝國治下的希臘人於公元前83年向提格蘭二世呈獻塞琉古王冠，讓亞美尼亞帝國一直往南延伸至現代以色列的阿卡，導致王朝與當地的哈斯蒙尼王朝發生衝突。

## 衰敗
羅馬帝國捲入小亞細亞的紛爭之後，導致提格蘭二世的帝國結束。提格蘭二世與羅馬的主要敵對者，本都國王米特里達梯六世結盟，而在公元前69年的第三次米特里達梯戰爭中，羅馬軍隊由盧庫魯斯率領，入侵亞美尼亞帝國，並在蒂格拉諾塞塔之外把提格蘭二世挫敗。公元前66年，接任盧庫魯斯的羅馬將軍格奈烏斯·龐培迫使提格蘭二世投降。亞美尼亞的疆域被縮減到舊有的規模，但提格蘭二世得以保住王位，作為羅馬的盟友。從那時起，亞美尼亞王國成為羅馬帝國和安息帝國之間的緩衝國。
提格蘭二世繼承者阿爾塔瓦茲德二世維持與羅馬聯盟，並為羅馬將軍馬庫斯·李錫尼·克拉蘇在對抗安息帝國的戰役中提供建議-但馬庫斯·李錫尼·克拉蘇對這些建議不以為意，並導致自己在卡萊戰役中慘敗。當馬克·安東尼成為羅馬東部各省的統治者時，因阿爾塔瓦茲德二世將自己妹妹嫁給安息帝國王位繼承人，而開始懷疑後者的忠誠。馬克·安東尼在公元前35年入侵亞美尼亞，將阿爾塔瓦茲德二世送往埃及囚禁，之後又將其處決。馬克·安東尼把自己與埃及克麗奧佩脫拉七世所生的六歲兒子亞歷山大·赫利俄斯登上亞美尼亞帝國的寶座。阿爾塔瓦茲德二世的兒子阿爾塔什斯二世獲得安息帝國幫助而奪回王位，並將在亞美尼亞的羅馬要塞駐軍屠殺，但自己在統治十年後遭人謀殺。王國陷入親羅馬帝國派和親安息帝國派之間的內戰，直到羅馬的奧古斯都時，亞美尼亞確定成為羅馬帝國的保護國。阿爾塔克夏王朝陷入混亂，逐漸衰敗，經過很長的時間後，當地的阿爾薩息王朝崛起，成為無可爭議的繼任者。

## 王朝統治者清單
(註：有些日期為推測約略，或有疑問).
- 阿爾塔什斯一世 (公元前190年到159年)
- 提格蘭二世 (公元前159年到123年)
- 阿爾塔瓦茲德一世(公元前123年到95年)
- 提格蘭二世 (公元前95年到55年)
- 阿爾塔瓦茲德二世 (公元前55年到34年)
- 阿爾塔什斯二世(公元前33年20年)
- 提格蘭三世（英语：Tigranes III）(公元前20年到10年)
- 提格蘭四世（英语：Tigranes IV）與伊拉多一世（英语：Erato of Armenia）(公元前10年到2年)
- 阿特羅帕特尼的Ariobarzanes二世（英语：Ariobarzanes II of Atropatene），由羅馬的奧古斯都指派代為統治。 (公元前2年到公元4年）
- 阿爾塔瓦斯茲德三世（Artavasdes III of Armenia） (公元4年到6年)
- 提格蘭五世（英语：Tigranes V of Armenia），後與伊拉多一世共治 (公元6年到12年)